# Jerzy Skrzepiński

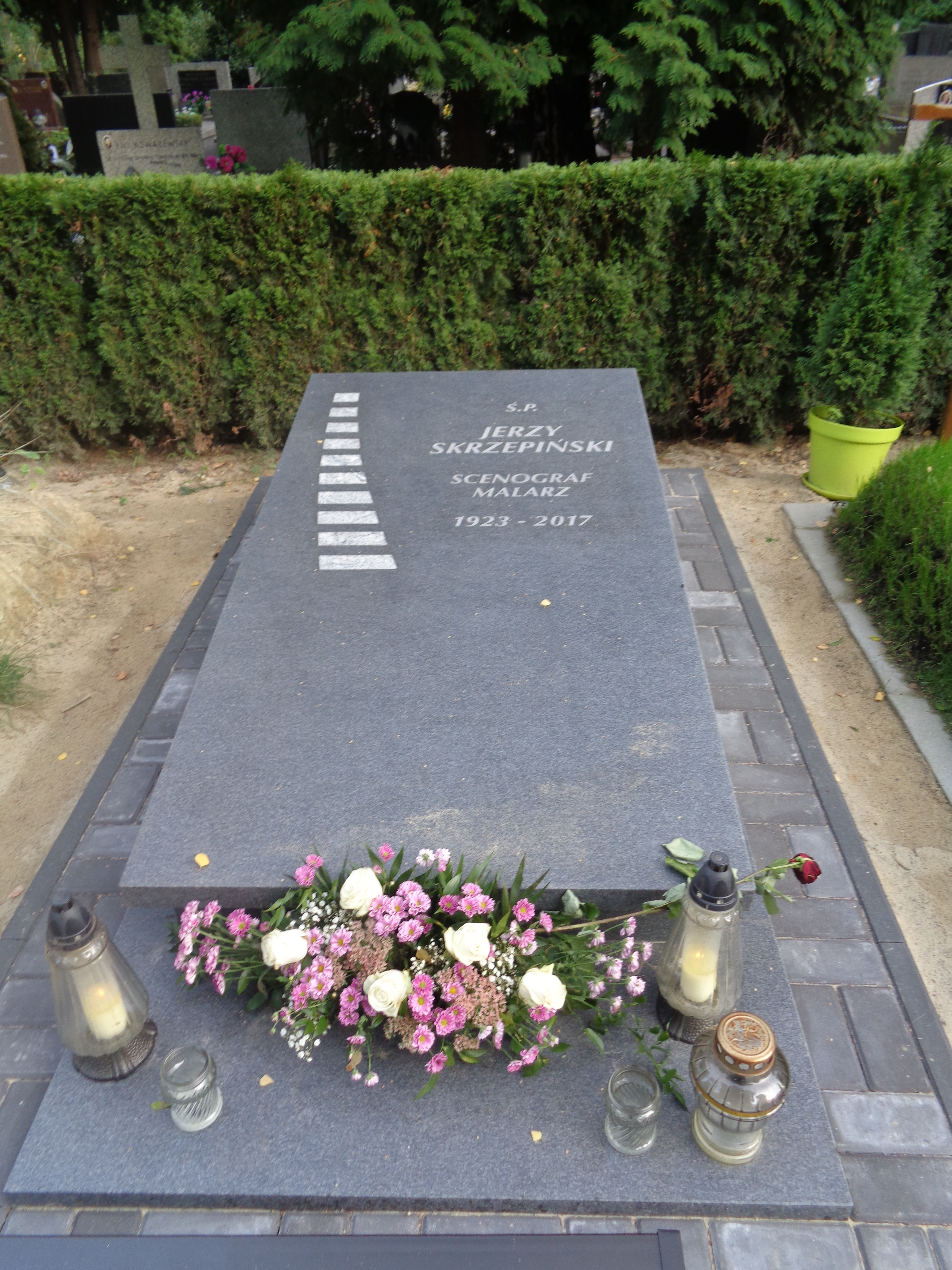
Grób Jerzego Skrzepińskiego na Wojskowych Powązkach

Jerzy Skrzepiński (ur. 8 września 1923 w Tuszynie, zm. 11 września 2017 w Warszawie) – polski scenograf filmowy oraz malarz.

## Życiorys
Od młodych lat kształcił się plastycznie. Uczył się rysunku w prywatnej szkole w Łodzi, następnie podjął studia architektoniczne w Warszawie. Z powodów rodzinnych powrócił do Łodzi, gdzie od 1950 roku pracował w tutejszej Wytwórni Filmów Fabularnych. Był autorem scenografii do ok. 60 filmów i seriali fabularnych oraz spektakli telewizyjnych, takich jak m.in. „Szczęściarz Antoni” (1960), „Panienka z okienka” (1964), „Faraon” (1965), „Człowiek z M-3” (1968), „Kolumbowie” (1970), „Hubal” (1973), „Vabank” (1981) i „Akademia pana Kleksa” (1983). Zajmował się również kostiumami i dekoracją wnętrz, a także malarstwem i grafiką. Należał do Polskiej Akademii Filmowej, Stowarzyszenia Autorów ZAiKS oraz Okręgu Warszawskiego Związku Polskich Artystów Plastyków.

Żonaty z Jadwigą Plucińską-Skrzepińską, która była filmowym scenografem i dekoratorem wnętrz.
Pochowany w Alei Zasłużonych na cmentarzu Powązki Wojskowe w Warszawie (kwatera G-tuje-35).

## Filmografia
Na podstawie Jerzy Skrzepiński w bazie  filmpolski.pl
| Rok  | Tytuł filmu                       | Twórca w filmie                      | Uwagi                     |
| ---- | --------------------------------- | ------------------------------------ | ------------------------- |
| 1956 | Koniec nocy                       | Scenografia                          |                           |
| 1956 | Zemsta                            | Scenografia                          |                           |
| 1956 | Ziemia                            | Scenografia                          |                           |
| 1958 | Historia jednego myśliwca         | Scenografia                          |                           |
| 1958 | Noc poślubna                      | Scenografia, Kostiumy                |                           |
| 1959 | Biały niedźwiedź                  | Scenografia, Kostiumy                |                           |
| 1960 | Ostrożnie Yeti                    | Scenografia                          |                           |
| 1960 | Szczęściarz Antoni                | Scenografia                          |                           |
| 1961 | Odwiedziny prezydenta             | Scenografia                          |                           |
| 1961 | Przeciwko bogom                   | Scenografia                          |                           |
| 1961 | Wyrok                             | Scenografia, Dekoracja wnętrz        |                           |
| 1962 | I ty zostaniesz Indianinem        | Scenografia, Kostiumy                |                           |
| 1962 | Mój stary                         | Scenografia                          |                           |
| 1962 | Pistolet typu „Walter P-38”       | Scenografia                          |                           |
| 1963 | Mansarda                          | Scenografia                          |                           |
| 1963 | Zbrodniarz i panna                | Scenografia, Kostiumy                |                           |
| 1964 | Panienka z okienka                | Scenografia                          |                           |
| 1965 | Faraon                            | Scenografia                          |                           |
| 1965 | Gubernator                        | Scenografia                          |                           |
| 1966 | Ktokolwiek wie...                 | Scenografia                          |                           |
| 1967 | Cześć kapitanie                   | Scenografia                          |                           |
| 1967 | Długa noc                         | Scenografia                          |                           |
| 1967 | Kwestia sumienia                  | Scenografia                          |                           |
| 1967 | Świat grozy                       | Scenografia                          |                           |
| 1967 | Tortura nadziei                   | Scenografia                          |                           |
| 1967 | Trzy żywioły                      | Scenografia (w napisach Skrzypiński) | Film krótkometrażowy      |
| 1967 | Zwariowana noc                    | Scenografia                          |                           |
| 1968 | Człowiek z M-3                    | Scenografia                          |                           |
| 1968 | Gra                               | Scenografia                          |                           |
| 1969 | Gniewko syn rybaka                | Scenografia                          | Spektakl Teatru Telewizji |
| 1970 | Kolumbowie                        | Scenografia                          | Serial telewizyjny        |
| 1970 | Pan Dodek                         | Scenografia                          |                           |
| 1972 | Kopernik                          | Scenografia                          |                           |
| 1972 | Kopernik                          | Scenografia                          | Serial telewizyjny        |
| 1973 | Hubal                             | Scenografia                          |                           |
| 1975 | Jarosław Dąbrowski                | Scenografia                          |                           |
| 1976 | Rzecz listopadowa                 | Scenografia                          | Spektakl Teatru Telewizji |
| 1976 | Zagrożenie                        | Scenografia                          |                           |
| 1977 | Gdzie woda czysta i trawa zielona | Scenografia                          |                           |
| 1977 | Królowa pszczół                   | Scenografia, Kostiumy                |                           |
| 1977 | Legenda o Putyfarze               | Scenografia                          | Spektakl Teatru Telewizji |
| 1978 | Bilet powrotny                    | Scenografia                          |                           |
| 1978 | Znaków szczególnych brak          | Scenografia                          |                           |
| 1979 | Gwiazdy poranne                   | Scenografia                          |                           |
| 1979 | Placówka                          | Scenografia                          |                           |
| 1979 | Przyjaciele                       | Scenografia                          | Serial telewizyjny        |
| 1979 | Terrarium                         | Scenografia                          |                           |
| 1981 | Okolice spokojnego morza          | Scenografia                          |                           |
| 1981 | Vabank                            | Scenografia                          |                           |
| 1982 | Austeria                          | Scenografia                          |                           |
| 1983 | Akademia pana Kleksa              | Scenografia                          |                           |
| 1983 | Kamienne tablice                  | Scenografia                          |                           |
| 1984 | Kim jest ten człowiek             | Scenografia                          |                           |
| 1985 | Stanisław i anna                  | Scenografia                          |                           |
| 1989 | Gorzka miłość                     | Scenografia                          |                           |
| 1989 | Gorzka miłość                     | Scenografia                          | Serial telewizyjny        |
| 1989 | Mefisto walc                      | Scenografia                          |                           |
| 1989 | Tajny więzień stanu               | Scenografia                          | Spektakl Teatru Telewizji |
| 1993 | Balanga                           | Scenografia                          |                           |

## Nagrody i upamiętnienie
W 1984 roku za film „Akademia pana Kleksa” otrzymał Nagrodę Prezesa Rady Ministrów za twórczość dla dzieci. Natomiast w 2015 roku ukazała się książka Elżbiety Czarneckiej i Mieczysława Kuźmickiego pt. „Jerzy Skrzepiński. Ostatni z wielkich. Scenografia filmowa”.